# Sackets Harbor
Sackets Harbor ist eine Ortschaft in den USA. Sie gehört zur Town Hounsfield im Jefferson County des Bundesstaates New York, Vereinigte Staaten. 

## Geografie

### Geografische Lage
Der Ort liegt an der südlichen Küste der Black River Bay, der Mündung des Black River in den Ontariosee. Wenige Kilometer nördlich befindet sich der Ausfluss des Sankt-Lorenz-Stroms und die Grenze zu Kanada. Die Umgebung von Sackets Harbor ist durch die Eiszeit stark geprägt; als Grundmoränenlandschaft weist sie nur geringe Höhenunterschiede, aber viele Feuchtgebiete auf.

### Umliegende Gemeinden
Alle Entfernungen sind als Luftlinien zwischen den offiziellen Koordinaten der Orte aus der Volkszählung 2010 angegeben.
- Nordosten: Clayton, 8,1 km
- Osten: Fort Drum, 37,3 km
- Südosten: Watertown 22,3 km
- Nordwesten: Kingston (Kanada), 41,5 km

### Klima
|                       | Jan   | Feb   | Mär  | Apr  | Mai  | Jun  | Jul  | Aug  | Sep  | Okt  | Nov  | Dez  |   |       |
| Mittl. Tagesmax. (°C) | −1,5  | −0,2  | 4,8  | 12,5 | 18,8 | 23,6 | 26,2 | 25,6 | 21,3 | 14,6 | 8,2  | 1,7  | ⌀ | 13    |
| Mittl. Tagesmin. (°C) | −12,6 | −12,0 | −6,4 | 0,7  | 6,3  | 11,4 | 14,5 | 13,5 | 9,2  | 3,5  | −1,3 | −7,9 | ⌀ | 1,6   |
|                       |       |       |      |      |      |      |      |      |      |      |      |      |   |       |
| Niederschlag (mm)     | 68,6  | 55,9  | 58,4 | 73,7 | 78,7 | 73,7 | 68,6 | 81,3 | 94,0 | 94,0 | 96,5 | 81,3 | Σ | 924,7 |
|                       |       |       |      |      |      |      |      |      |      |      |      |      |   |       |
| Regentage (d)         | 16,3  | 13,5  | 12,3 | 12,8 | 12,4 | 12,2 | 10,1 | 10,2 | 11,3 | 13,6 | 15,2 | 16,5 | Σ | 156,4 |

| −12,6 |

| −12,0 |

| −6,4 |

| 0,7 |

| 6,3 |

| 11,4 |

| 14,5 |

| 13,5 |

| 9,2 |

| 3,5 |

| −1,3 |

| −7,9 |

| −12,6 |

| −12,0 |

| −6,4 |

| 0,7 |

| 6,3 |

| 11,4 |

| 14,5 |

| 13,5 |

| 9,2 |

| 3,5 |

| −1,3 |

| −7,9 |

Die mittlere Durchschnittstemperatur in Sackets Harbor liegt zwischen −7,0 °C  im Januar und 20,3 °C im Juli. Damit ist der Ort gegenüber dem langjährigen Mittel New Yorks im Winterhalbjahr um etwa 2,0 Grad kühler als im Mittel des Bundesstaates, während im Sommerhalbjahr die Mittelwerte New Yorks nur um Weniges unterschritten werden. Die Schneefälle zwischen Oktober und April liegen bei 254,5 cm mit Spitzenwerten von 65,5 cm im Dezember, 80,3 cm im Januar und 52,6 cm im Februar.

## Geschichte
Sackets Harbor wurde 1801 durch den Landbesitzer Augustus Sacket gegründet und war bis zur Gründung von Watertown die bedeutendste Siedlung in der Region. Seine Lage als Hafen am Ontariosee und der Einmündung des Black River machte den Ort zu einem Handelszentrum zwischen der Wirtschaft auf den Großen Seen und dem weitgehend unentwickelten, nordöstlichen Hinterland New Yorks. Ab 1810 wurde der Black River zur Wasserstraße bis nach Brownville erschlossen; zugleich wurde der Hafen im Hinblick auf die nahe kanadische Grenze auch zum militärischen Stützpunkt ausgebaut. Im Krieg von 1812 mit Großbritannien hatte Sackets Harbor als Flottenbasis der US Navy und Zentrum des Baus von Kriegsschiffen unter dem Schiffbauer Henry Eckford große strategische Bedeutung; es wurde zum Hauptquartier der Nordflotte der Amerikaner. 1812 wehrten die Amerikaner einen ersten Angriff britischer Kriegsschiffe ab, 1813 konnten die Verteidiger unter General Jacob Brown die Einnahme des Orts durch eine großangelegte, aber halbherzig durchgeführte britische Landeoperation unter dem Kommando von Kommodore Sir James Lucas Yeo und dem kanadischen Generalgouverneur Sir George Prevost verhindern. Trotzdem gelang es den Angreifern, große Schäden anzurichten und den Schiffbau erheblich zurückzuwerfen. Die Schlacht von Sackets Harbor wurde damals und wird teilweise bis heute fälschlicherweise als großer amerikanischer Erfolg dargestellt. Bei den Kämpfen wurde der amerikanische Entdecker und Offizier Zebulon Pike getötet und dort begraben.
Nach dem Ende der Kriegshandlungen zwischen den Amerikanern und den kanadischen Briten wurden mehrere Militärstützpunkte, insbesondere Fort Drum und Waterbury, auf Anordnung des damaligen Präsidenten der Vereinigten Staaten, Monroe, mit Straßen mit Sackets Harbor verbunden; die Umsetzung wurde 1821 abgeschlossen und betonte die militärische Bedeutung des Hafens. Die Aufnahme des Dampfbootverkehrs auf dem einige Kilometer nördlich des Ortes dem Ontariosee entspringenden Sankt-Lorenz-Stromes mit Sackets Harbor als zentralem Hafen für die Verbindung von Flusschifffahrtslinien und der Schifffahrt auf den Großen Seen ab 1816 führten auch zu einer wirtschaftlichen Weiterentwicklung des Ortes.
Während des Amerikanischen Bürgerkrieges wurde 1864 das 186. Regiment mit einer Stärke von 980 Mann, die in Jefferson County und Lewis County verpflichtet worden waren, in Sackets Harbor als Stützpunkt eingerichtet. Das Regiment wurde am 8. September 1864 in Dienst gestellt und beim Sturm von Petersburg eingesetzt. 730 Soldaten kehrten zurück; 130 waren gefallen, 120 durch Krankheiten und Verwundungen gestorben. Das Regiment wurde am 2. Juni 1865 außer Dienst gestellt. Zudem war hier das 26. Kavallerie-Regiment, das die nördliche Grenze gegen Unruhestifter sicherte, in Sackets Harbor stationiert. Es wurde ab dem 29. Dezember 1864 aufgebaut und bis zum 7. Juli 1865 wieder aufgelöst.
Etwa ab 1890 wurden Sackets Harbor Schiffbau und Militärhafen in ihrer Bedeutung zurückgedrängt; heute ist davon nichts mehr übrig. Sacket Harbor lebt in erster Linie vom Tourismus und seinem zur Marina umgebauten Hafen.

### Religionen
Heute sind im Ort drei Kirchengemeinden mit eigenen Häusern ansässig: die Christ Episcopal Church, die Saint Andrews Catholic Church und die United Presberytian Church.

### Einwohnerentwicklung
| Jahr      | 1800 | 1810 | 1820 | 1830 | 1840 | 1850 | 1860 | 1870 | 1880 | 1890  |
| --------- | ---- | ---- | ---- | ---- | ---- | ---- | ---- | ---- | ---- | ----- |
| Einwohner |      |      |      |      |      |      |      |      |      | 787   |
| Jahr      | 1900 | 1910 | 1920 | 1930 | 1940 | 1950 | 1960 | 1970 | 1980 | 1990  |
| Einwohner | 1266 | 868  | 667  | 742  | 1982 | 1247 | 1279 | 1202 | 1017 | 1313  |
| Jahr      | 2000 | 2010 | 2020 | 2030 | 2040 | 2050 | 2060 | 2070 | 2080 | 20!90 |
| Einwohner | 1386 | 1450 |      |      |      |      |      |      |      |       |

## Wirtschaft und Infrastruktur

### Medien
Die erste Zeitung am Ort erschien am 18. März 1817: die Sackets Harbor Gazette, ein Jahr später umbenannt in Sackets Harbor Gazette and Advertiser, 1820 schließlich in  Jefferson Republican; eine Vielzahl weiterer, zum Teil nur kurzlebiger Zeitungen folgten. Der Aufstieg Watertowns zur größten Stadt Jefferson Countys wurde begleitet durch einen starken Anstieg der Zahl der dort bereits seit 1809 erscheinenden Zeitungen; ab etwa 1830 löste Watertown die frühere Medienhochburg Sackets Harbor ab. Mit dem Einzug der Telegrafen im Verlauf des Eisenbahnbaus etwa ab Mitte der 1840er Jahre  wurde ihre Zahl zunächst langsam, mit der Verbreitung des Radios ab etwa 1920 zunehmend schneller verringert.
Heute sind die meisten Radio- und Fernsehsender, die in Sackets Harbor empfangen werden können, in Waterbury und in Cape Vincent ansässig. Zeitungen erscheinen am Ort nicht mehr.

### Öffentliche Einrichtungen
Neben den üblichen öffentlichen Einrichtungen einer Kommune und einer öffentlichen Bibliothek mit rund 7500 Bänden, der „Hay Memorial Library“, hat Sackets Harbor keine Besonderheiten aufzuweisen. Das nächstgelegene öffentliche Krankenhaus ist das „Samaritain Medical Center“ in Watertown.

### Bildung
In Sacket Harbor sind eine öffentliche Grundschule und eine öffentliche Highschool angesiedelt, so dass eine schulische Grundversorgung bis zur 12. Klasse vor Ort sichergestellt ist. Die nächstgelegenen Colleges befinden sich in Watertown, Oswego und Syracuse, der nächstgelegene Campus einer Universität in Syracuse.

## Söhne und Töchter der Stadt
- Thomas Lincoln Casey (1831–1896), Brigadegeneral der United States Army